# Région de Trnava
La région de Trnava (en slovaque : Trnavský kraj) est une région administrative et, depuis le 19 décembre 2001, une collectivité territoriale de Slovaquie, située dans l'ouest du pays. Jusqu'en 1990, elle faisait partie de la région de Slovaquie occidentale.

## Géographie

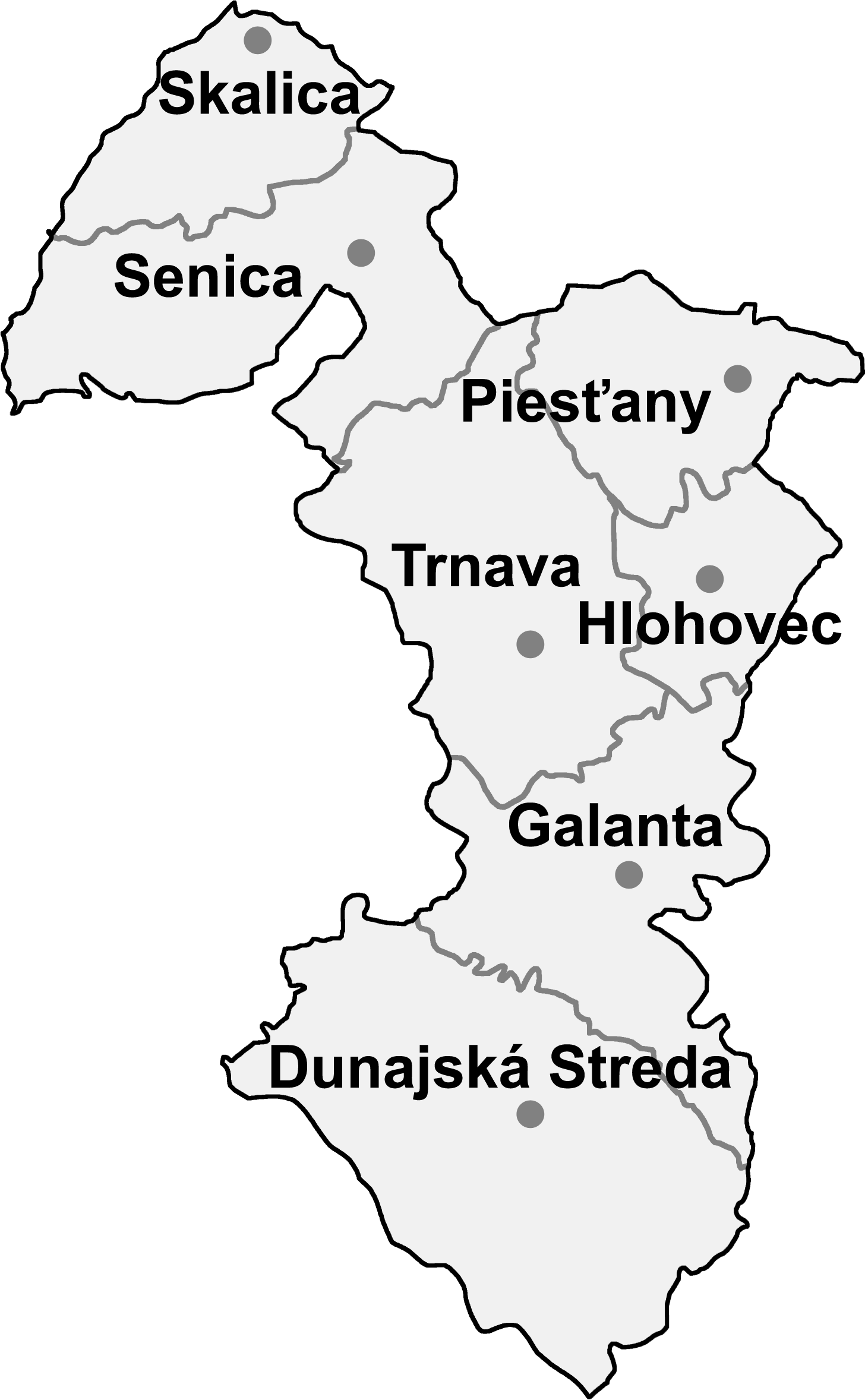

Elle a une superficie de 4 148 km² et compte 551 308 habitants en 2001.
Elle est traversée par le Danube au sud et par le Morava au nord, et également par le Váh. Ses villes principales sont Piešťany, Hlohovec, Galanta et Dunajská Streda.
Elle est subdivisée en 7 districts :
- District de Trnava ;
- District de Dunajská Streda ;
- District de Galanta ;
- District de Hlohovec ;
- District de Piešťany ;
- District de Senica ;
- District de Skalica.

### Villes
| - Dunajská Streda - Galanta - Gbely - Hlohovec - Holíč - Leopoldov | - Piešťany - Senica - Sereď - Skalica - Sládkovičovo | - Šamorín - Šaštín-Stráže - Trnava - Veľký Meder - Vrbové |

## Démographie

### Évolution de la population
| Année:               | 1994.   | 2004.   | 2014.   | 2024.   |
| -------------------- | ------- | ------- | ------- | ------- |
| Nombre de personnes: | 547 173 | 553 198 | 558 677 | 565 900 |
| Différence:          |         | +1,10 % | +0,99 % | +1,29 % |

| Année:               | 2023.   | 2024.   |
| -------------------- | ------- | ------- |
| Nombre de personnes: | 566 114 | 565 900 |
| Différence:          |         | -0,03 % |

## Économie
C'est la première région agricole du pays. Elle est notamment une grosse productrice de céréales tel le maïs ou encore de légumes. Elle est également réputée pour sa production d'alcool comme le vin ou la bière ainsi que ses stations de cures thermales.